# 姑妄言
《姑妄言》是一部古典艷情小說，作者為清朝曹去晶，約有百萬字，有二十四回本與六十回本。

## 背景
《姑妄言》一書完成於雍正八年（1730年），《自序》署“雍正庚戌中元之次日三韩曹去晶编于独醒园”，三韓在清初是指辽东，可知作者曹去晶是遼東人。

## 故事梗概
故事背景是明朝末年，當時淫乱成风，流寇赤橫，主角是一名瞎眼妓女钱贵與书生钟情的故事；全书约百万字，內容極盡淫穢之事，有大量的各种性交动作，性描写约占五分之一，世家丫环仆人幾乎都是荡妇，又以阮大铖和姚华胄两家最為淫亂，絲毫不遜於《金瓶梅》，“所寫者有一女多男、一男多女，及男女混交、亂倫、男女同性戀和人獸雜交，如人狗交、人驢交、人猴交等。寫採戰法則有採陰補陽，採陽補陰，因採人反被人採而致死，仙狐求人陽精反失丹。寫春宮圖冊、春藥如揭被香、金槍不倒紫金丹、如意丹等。緬鈴、白綾帶子及角先生等淫具亦時常出現。古代艷情小說中之種種套數，種種工具，均出現在此小說中。”。第六回描写七位男学生引诱和輪姦女学生阴姑娘，令人髮指；又有人猴相姦生子之謬事，不一而足。但整部故事脉络完整，情节新奇有趣，亦可稱為名著。

## 評價
此書寫盡了童家、宦家、贾家、马家、阮家、姚家、易家、铁家、钟家等九大家族。《姑妄言》素材来源廣泛，如《肉蒲团》、《锋剑春秋》、《西游记》、《金瓶梅》等，也寫李自成事，並大量抄錄陈鼎的《滇游记》、《黔游记》，陸次雲的《峒溪纤志》，保留大量的荤笑话、谚语、古語、俗語、歇后语等俗文學，例如保留罕見的成語有“摽梅期過”、“妍媸莫辨”，古語有“餔啜”、“袞冕”等，具有史料作用。全書共八十則笑話分別取自馮夢龍輯《笑府》、清遊戲主人輯《笑林廣記》與《笑宛千金》、《關海叢珠》等書。小說每回皆有總評，正文之中又有夾批，評點近五万字，批語多為林鈍翁所為，一般認為曹去晶和林钝翁係同一人。陈益源表示“若谓作者是位说部奇才，作品是部小说奇书，丝毫也不为过”。

## 現狀
咸豐九年（1859年）由俄罗斯天文学家康斯坦丁·斯卡奇科夫（K.I.Skachkov）將二十四回本的《姑妄言》带回俄國。1867年收藏於圣彼得堡皇家公共博物馆，無人問津，沉睡近百年。然而此書卻在中國絕跡，1941年，上海人周越然發現殘篇，僅存三回，即第四十回、第四十一回、第四十二回。由上海优生学会出版残刊本《姑妄言》，为第四十回和第四十一回（第四十二回有残缺，故不印），封面並印有“海内孤本”的字樣。苏联解体後，漢學家李福清受邀前往台湾講學，首次揭露《姑妄言》仍在俄罗斯的消息。1997年，台湾大英百科股分有限公司得到列宁图书馆的授权，1月初版，收入法国学者陈庆浩、台湾学者王秋桂主编之《思无邪汇宝》。